# 1017
Cette page concerne l'année 1017  du calendrier julien.
L'année 1017 est une année commune qui commence un mardi.

## Événements
- 17 mars : assassinat du Khwârezm-Shah Abu al-Abbas Mamun II, beau-frère de Mahmûd de Ghaznî, lors d'une révolte militaire, qui place son neveu Muhammad sur le trône. Mahmûd prend ce prétexte pour intervenir et marche sur Balkh après avoir rapatrié sa sœur[1].

- 30 mai : le calife fatimide al-Hakim proclame sa divinité sous l’influence des ismaéliens persans Muhammad al-Darazi et Hamza ibn Ali ibn Ahmad, fondateurs de la religion druze[2].

- 3 juillet : victoire de Mahmûd de Ghaznî sur l'armée du Khwarezm révolté. Il entre dans Jurjaniyyah et place Altuntash sur le trône des Khwârezm-Shahs après avoir réprimé la rébellion de l'armée. Le Khwarezm devient vassal de l'empire Ghaznavide[1]. Mahmûd rentre à Ghaznî avec des savants prisonnier ou otages, dont le célèbre al-Biruni[3].

- Décembre : Fujiwara no Michinaga devient ministre des affaires suprêmes au Japon (fin en 1019)[4]. Michinaga, qui draine vers lui et sa famille le flot des contributions en soie et en riz qu’envoient les gouverneurs des domaines, devient l’homme le plus riche du Japon.

- Une intervention des Khitans de Chine en Kachgarie contre les Qarakhanides est repoussée par Toghan Khan[5].

### Europe
- 6 janvier : Knud le Grand est couronné roi d’Angleterre (1017-1035)[6].
- Printemps : l'empereur byzantin Basile II assiège Castoria[7]. Une tentative des Bulgares pour s’allier aux Petchenègues lui fait lever le siège et remonter vers le nord, mais apprenant l’échec des négociations, il revient en Pélagonie où Ivan Vladislav est battu à l'automne à Setina en tentant de l'arrêter[8].
- 19 juin[9] : Robert II le Pieux fait sacrer roi son fils Hugues devant une assemblée de Grands réunie au palais de Compiègne et l'associe au trône[10].
- Juillet :
  - Knud le Grand épouse Emma de Normandie, veuve d’Æthelred II et établit l’égalité des droits entre Anglais et Danois[11]. Il crée un empire maritime réunissant le Danemark, la Norvège et l’Angleterre.
  - Mélo de Bari, appuyé par des mercenaires Normands, est victorieux du catépan Léon Tornikios en Apulie[12]. Celui-ci est remplacé en décembre par Basile Bojannès[8].

- Les Pisans chassent les musulmans de Mujāhid al-‘Āmirī (sarrasins) de Sardaigne. Installation de comptoirs pisans et génois en Sardaigne[13].

- Rédaction des parties les plus anciennes de la justice russe, la Rousskaïa Pravda (la Vérité russe)[14].